# 살바토르 로사

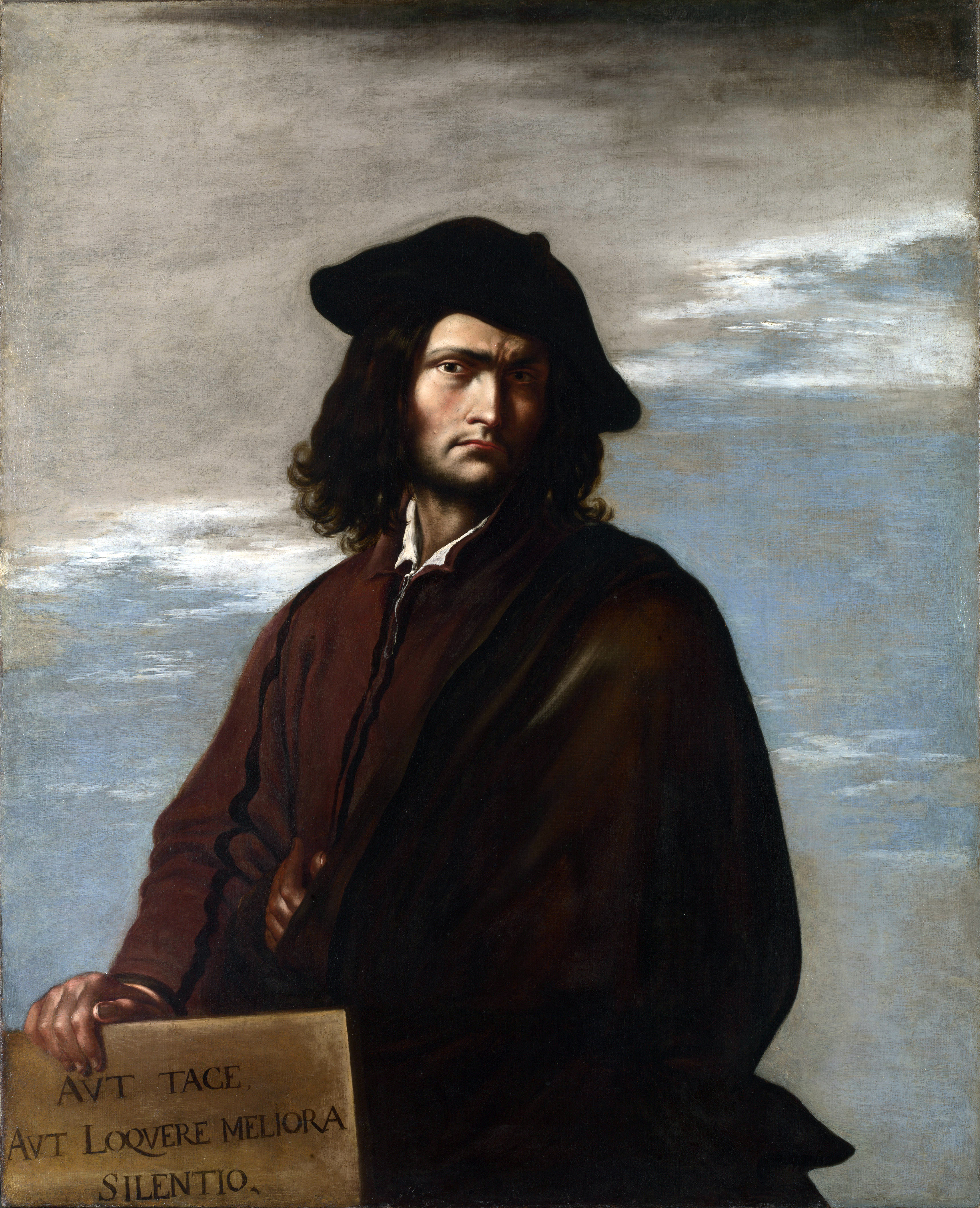

살바토르 로사 (Salvator Rosa, 1615-1673)는 오늘날 이탈리아 바로크 화가로 가장 잘 알려져 있다. 그의 낭만적인 풍경화와 역사화는 종종 어둡고 길들여지지 않은 자연을 배경으로 하여 17세기부터 19세기 초반까지 상당한 영향을 미쳤다. 일생 동안 그는 가장 유명한 화가 중 한 명이었고 그의 화려한 성격으로 유명했으며 뛰어난 시인, 풍자, 배우, 음악가 및 판화 제작자로도 여겨졌다. 그는 나폴리, 로마, 피렌체에서 활동했는데, 그의 신랄한 풍자가 당시의 예술계와 지식계의 적들이었기 때문에 때때로 도시 사이를 옮겨다닐 수밖에 없었다.
역사화가로서 그는 다른 예술가들이 거의 다루지 않은 성경, 신화, 철학자의 삶에서 종종 모호하고 난해한 주제를 선택했다. 그는 풍경 요소가 지배적인 처리를 허용하지 않는 한 일반적인 종교 주제를 거의 그리지 않았다. 그는 또한 전투 장면, 우화, 요술 장면 및 많은 자화상을 제작했다. 그러나 그는 "숭고한" 자연을 묘사하는 매우 독창적인 풍경으로 가장 높이 평가된다. 종종 거칠고 적대적이며, 때로는 그곳에 거주하는 사람들을 자연의 더 큰 영역에서 주변부로 만들기도 한다. 그것들은 클로드 로랭의 "그림 같은" 고전적 관점과 낭만적인 풍경의 원형과 매우 대조적이었다. 일부 비평가들은 화가로서의 그의 기술과 장인 정신이 그의 진정으로 혁신적이고 독창적인 비전과 항상 같지는 않다고 지적했다. 이것은 부분적으로 그가 재정적 이득을 위해 젊었을 때(1630년대) 급하게 제작한 많은 캔버스, 로자 자신이 말년에 싫어하고 거리를 두게 된 그림, 그리고 사후에 잘못 귀속된 그림 때문이다. :138 p.그의 거주민 풍경 중 많은 부분이 18세기까지 해외로 옮겨갔고, 그는 대부분의 이탈리아 바로크 화가보다 영국과 프랑스에서 더 잘 알려져 있었다.
그는 낭만주의에 큰 영향을 미쳐 18세기 말과 19세기 초에 컬트와 같은 인물이 되었으며, 그의 삶을 둘러싼 신화와 전설이 자라나서 그의 실제 생활이 배회하는 도적 및 외부인과 거의 구별되지 않을 정도로 그는 거칠고 천둥 같은 풍경을 그렸다. 그러나 19세기 중반에 이르러 사실주의와 인상주의의 부상으로 그의 작품은 인기를 잃고 거의 주목을 받지 못했다. 그의 그림에 대한 새로운 관심은 20세기 후반에 나타났다. 그는 비록 오늘날 미술사가들에 의해 가장 위대한 바로크 화가로 평가되지는 않지만, 그는 혁신적이고 의미 있는 풍경화가이자 낭만주의 운동의 선구자로 간주된다.